# Der Westen ist einsam
Der Westen ist einsam ist ein Musikalbum der Hamburger Punkband Abwärts. Die LP erschien 1982 beim deutschen Major-Label Phonogram GmbH/Mercury und wird dem Genre Punkrock zugerechnet.

## Musikstil
Der Westen ist einsam ist das zweite Abwärts-Album. Es klingt düsterer und dunkler als alles, was zuvor von Abwärts erschien, und kann durchaus im Zusammenhang mit der entstehenden Gothic-Kultur betrachtet werden. Kritiker stellen es in eine Linie mit Veröffentlichungen der britischen Post-Punk-Bands wie Theatre of Hate und Killing Joke.
Bandboss Frank Ziegert bekannte 1988 in einem Interview mit Diedrich Diederichsen, dass Abwärts Anfang der 1980er Jahre vom Punk-Publikum gewissermaßen genötigt worden war, keine ausgefeilten Kompositionen vorzulegen: „[…] da hatten wir ja buchstäblich Angst, Musik zu machen. Immer mußte alles hart sein, das war das Wort: hart. Wir steigerten uns in eine sinnlose Aggressivität, die mit uns überhaupt nichts zu tun hatte, ich war ja gar nicht wirklich ununterbrochen hart drauf und die anderen auch nicht.“

## Entstehungsgeschichte
Unzufrieden mit der Betreuung ihres bisherigen Independentlabels ZickZack Platten, wollte die Gruppe professioneller arbeiten und ihr nächstes Album einem großen Label anbieten. Die Arbeit daran begann im Herbst 1981 im Hafenklang Studio Hamburg. Einem ganzen Monat selbstfinanzierter und -produzierter Studioaufnahmen folgte eine Woche Abmischung im Londoner The Town House durch den Produzenten Nick Launay. Zum Jahresende 1981 war das Album fertiggestellt, das daraufhin verschiedenen Plattenfirmen zur Veröffentlichung angeboten wurde. Für einen Vorschuss von angeblich 50.000.- DM unterschrieb die Band schließlich beim deutschen Major-Label Phonogram.
Der Westen ist einsam ist die erste Abwärts-Veröffentlichung ohne Margita Haberland, welche die Gruppe im Jahr 1981 verlassen hatte.

## Titelliste
Seite A:
1. Beim ersten Mal tut´s immer weh – 3:08
2. Papier – 1:43
3. Stein – 3:39
4. Das Wort zum Sonntag – 4:45
5. Aus einem Gartenhaus – 3:24

Seite B:
1. Agent – 2:27
2. Deprimiert – 2:27
3. Sei froh – 3:38
4. Tierlieb – 3:22
5. Affentanz – 3:00

## Veröffentlichungen und Tournee
Das Album wurde im April 1982 veröffentlicht. Zur Veröffentlichung ging Abwärts vom 11. Mai bis zum 13. Juni 1982 auf eine ausgedehnte Tournee mit Abstechern in die Schweiz und nach Amsterdam. Einen spektakulären Auftritt bestritt die Gruppe auf dem Münchner-Rocktage-Festival, bei dem FM Einheit Teile der Bühnenaufbauten zerstörte. Bei einigen Konzerten bestritten die frisch gegründeten Toten Hosen das Vorprogramm. Abwärts wiederum wurde als Vorgruppe der The-Cure-Tournee engagiert. Zum Titel Beim ersten Mal tut's immer weh wurde von Muscha und Trini Trimpop ein Videoclip produziert und es erschien sogar eine Homestory in der Jugendzeitschrift Bravo mit der Gruppe. Trotz alledem erzielte das Album nicht die erhofften Verkaufszahlen. In der Folge verließen FM Einheit und Marc Chung die Band endgültig, um sich auf die Einstürzenden Neubauten zu konzentrieren, bei denen sie bereits 1981 als Vollmitglieder eingestiegen waren. Darüber hinaus führten auch Drogenprobleme dazu, dass sich die Band erstmals selbst begrub.
Beim ersten Mal tut´s immer weh ist auf verschiedenen Neue-Deutsche-Welle-Zusammenstellungen vertreten, z. B. dem Sampler Die Neue Deutsche Welle. Alles für zuhause, der 1982 bei der Deutschen Grammophon Gesellschaft mbH/Polystar erschien.

## Rezeption
In der Musikpresse stieß das Album teilweise auf Ablehnung. Im Magazin Spex wurde es allerdings zur "Platte des Monats" gewählt. Fans und Musikerkollegen fanden sehr wohlwollende Worte für die Platte – eine Auseinandersetzung, die schließlich in den Leserbriefspalten von Musikzeitschriften wie der Sounds ihren Widerhall fand.